# 멜라니 베링거
멜라니 베링거(독일어: Melanie Behringer, 1985년 11월 18일 ~ )는 독일의 전직 여자 축구 선수로 선수 시절 포지션은 미드필더이다.

## 클럽 경력
멜라니 베링거는 SpVgg 우첸펠트(SpVgg Utzenfeld)와 FC 하우젠(FC Hausen)에서 선수 생활을 시작했다. 2003년부터 2008년까지 SC 프라이부르크 소속으로 활동하던 동안에는 프라우엔-분데스리가에서 97경기에 출전하여 30골을 기록했고 2008년부터 2010년까지 바이에른 뮌헨 소속으로 활동했다.
멜라니 베링거는 2010년부터 2014년까지 1. FFC 프랑크푸르트 소속으로 활동하면서 1. FFC 프랑크푸르트의 여자 DFB-포칼 2회 우승에 기여했다. 2014년 3월 21일에 바이에른 뮌헨으로 이적한 이후에는 바이에른 뮌헨의 프라우엔-분데스리가 2회 우승에 기여했다. 멜라니 베링거는 2018-19 프라우엔-분데스리가 시즌이 끝난 이후에 무릎 부상으로 인해 은퇴하게 되었음을 결정했다.

## 국가대표 경력
멜라니 베링거는 2002년부터 2004년까지 독일 여자 U-19 축구 국가대표팀 선수로 활동했다. 핀란드에서 개최된 2004년 UEFA U-19 여자 축구 선수권 대회에서는 독일의 준우승에 기여했고 태국에서 개최된 2004년 FIFA U-19 세계 여자 축구 선수권 대회에서는 미국과의 준결승전 경기, 중국과의 결승전 경기에서 2골을 기록하여 독일의 우승에 기여했다.
멜라니 베링거는 2005년 1월 28일에 중국 취안저우에서 열린 오스트레일리아와의 4개국 토너먼트 경기에서 처음 출전하면서 독일 여자 축구 국가대표팀 선수로 데뷔했으며 2006년 3월 9일에 열린 핀란드와의 알가르브컵 경기에서 자신의 국가대표팀 첫 골을 기록했다. 중국에서 개최된 2007년 FIFA 여자 월드컵에서는 본선 6경기에 모두 출전하여 독일의 우승에 기여했고 2008년 베이징 하계 올림픽에서는 본선 6경기에 모두 출전하여 독일의 올림픽 여자 축구 동메달에 기여했다.
멜라니 베링거는 핀란드에서 개최된 UEFA 여자 유로 2009에서 본선 5경기에 출전하여 독일의 우승에 기여했다. 독일에서 개최된 2011년 FIFA 여자 월드컵에서는 본선 3경기에 출전했으나 독일은 일본과의 8강전 경기에서 패배하여 탈락했다. 2014년 9월 17일에 열린 아일랜드와의 2015년 FIFA 여자 월드컵 유럽 지역 예선 경기에서는 A매치 100경기 출전 기록을 수립했으며 독일은 아일랜드에 1-0 승리를 기록했다.
멜라니 베링거는 캐나다에서 개최된 2015년 FIFA 여자 월드컵에서 본선 4경기에 출전했는데 독일은 해당 대회에서 4위를 차지했다. 2016년 리우데자네이루 하계 올림픽에서는 본선 6경기에 모두 출전하여 5골을 기록했고 독일의 올림픽 여자 축구 금메달에 기여했다. 멜라니 베링거는 2016년 리우데자네이루 하계 올림픽이 끝난 이후에 국가대표팀 은퇴를 결정했다.

## 수상

### 클럽
1. FFC 프랑크푸르트
- 여자 DFB-포칼 2회 우승 (2010-11, 2013-14)

FC 바이에른 뮌헨
- 프라우엔-분데스리가 2회 우승 (2014-15, 2015-16)

### 국가대표
- 2004년 UEFA U-19 여자 축구 선수권 대회 준우승
- 2004년 FIFA U-19 세계 여자 축구 선수권 대회 우승
- 2006년 알가르브컵 우승
- 2007년 FIFA 여자 월드컵 우승
- 2008년 베이징 하계 올림픽 여자 축구 동메달
- UEFA 여자 유로 2009 우승
- 2012년 알가르브컵 우승
- UEFA 여자 유로 2013 우승
- 2014년 알가르브컵 우승
- 2016년 리우데자네이루 하계 올림픽 여자 축구 금메달

### 개인
- 2007년 질베르네스 로르베르블라트 수상
- 2016년 질베르네스 로르베르블라트 수상